# Rodrigo Becão
Rodrigo Nascimento França (ur. 19 stycznia 1996 w Salvadorze) – brazylijski piłkarz występujący na pozycji obrońcy w tureckim klubie Fenerbahçe. Wychowanek Bahii, w trakcie swojej kariery grał także w CSKA Moskwa.